# MeVis Medical Solutions

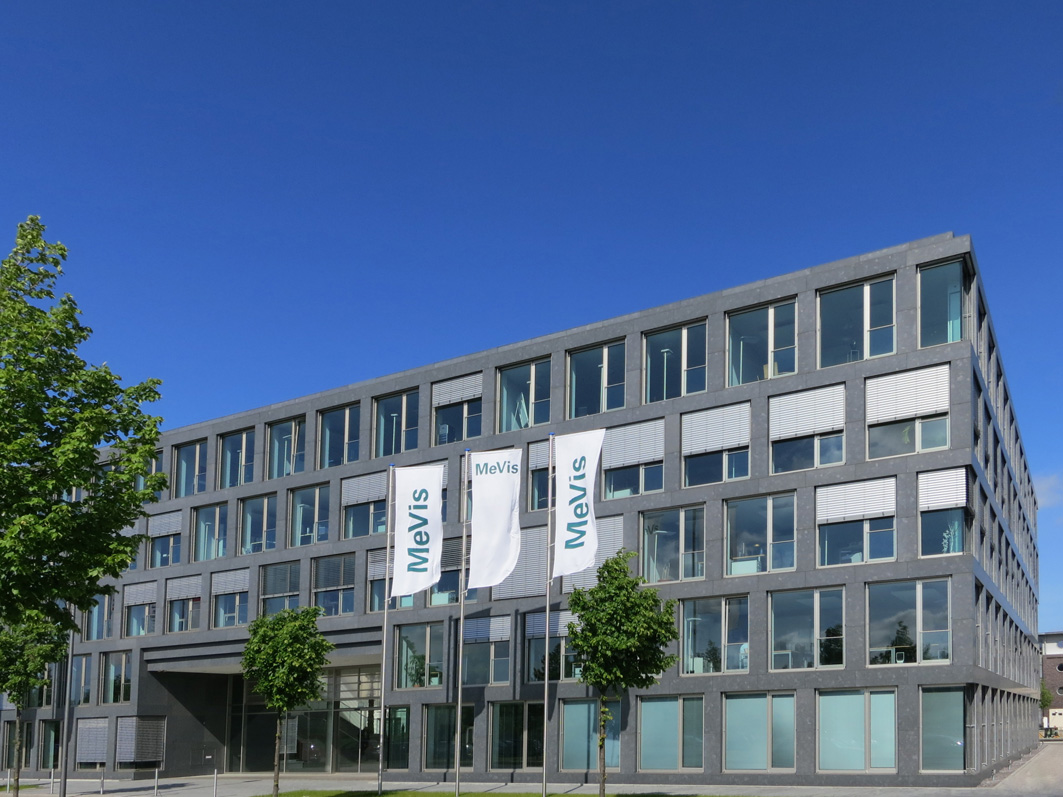
MeVis-Gebäude in Bremen

Die  MeVis Medical Solutions AG mit Sitz in Bremen ist ein börsennotierter Hersteller von Softwareprodukten für die bildbasierte Medizin mit dem Schwerpunkt krankheitsorientierte klinische Applikationen. Im Jahr 2015 wurde das Unternehmen Teil des US-amerikanischen Konzerns Varian Medical Systems. Seit 2017 gehört die MeVis Medical Solutions AG zur Varex Imaging Corporation, einem Spin-Off des Varian-Konzerns.

## Geschichte
Der Ursprung des Unternehmens geht auf das Jahr 1992 zurück, in dem das Center for Complex Systems and Visualization (CeVis) gegründet wurde. Der Mathematiker Heinz-Otto Peitgen war ab 1995 zunächst Geschäftsführer der MeVis – Centrum für Medizinische Diagnosesysteme und Visualisierung und später bis 2015 Aufsichtsratsvorsitzender der MeVis Medical Solutions AG.
Die MeVis Medical Solutions wurde gegründet, um aufgrund von Ergebnissen der wissenschaftlichen Forschung kommerzielle Produkte für die medizinische Diagnose zu entwickeln und zu vermarkten. 1997 entstand die MeVis Technology GmbH, die 2007 mit der MeVis BreastCare GmbH (gegründet 2001), MeVis Diagnostics GmbH (2002) und MeVis Distant Services (2004) fusionierte. Im selben Jahr erfolgten die Umfirmierung zur MeVis Medical Solutions AG (MMS) und der Börsengang.

## Beteiligungen
Die MeVis Medical Solutions AG hält im Rahmen eines Joint Ventures mit der Varex Imaging Deutschland AG 49 % an der MeVis BreastCare GmbH & Co. KG.

## Geschäftstätigkeit
MeVis Medical Solutions entwickelt Software zur Analyse und Bewertung von Bilddaten und vermarkten diese an Hersteller von Medizinprodukten und Anbieter von medizinischen IT-Plattformen.
Die klinischen Schwerpunkte sind dabei die bildbasierte Früherkennung und Diagnostik epidemiologisch bedeutsamer Erkrankungen, wie zum Beispiel Brust-, und Lungen- und Leberkrebs sowie neurologische Erkrankungen.
Die Software-Applikationen unterstützen dabei viele zur Anwendung kommende bildgebende Verfahren. Dazu zählen nicht nur die auf Röntgenstrahlen basierenden Verfahren wie Computertomographie, die digitale Mammographie oder die digitale Tomosynthese, sondern auch die Magnetresonanztomographie (Kernspintomographie), die digitale Sonographie und die simultane Nutzung mehrerer Verfahren (Multimodalität).

## Forschung und Entwicklung
Es besteht eine Zusammenarbeit mit Forschungsinstituten wie dem Fraunhofer-Institut für Digitale Medizin MEVIS, die vornehmlich die Forschungsleistungen erbringen, während MeVis die Entwicklung von Software-Applikationen übernimmt.

## Aktie
Die Aktien sind seit 2007 börsennotiert.
Die VMS Deutschland Holdings, eine deutsche Tochtergesellschaft von Varian Medical Systems, legte am 27. Januar 2015 ein öffentliches Übernahmeangebot an alle Aktionäre der MeVis Medical Solutions vor, wobei eine Zahlung von EUR 17,50 je Aktie angeboten wurde. Daraufhin konnte die Holding auch einen geplanten Gewinnabführungs- und Beherrschungsvertrag umsetzen. Dieser wurde auf unbestimmte Zeit geschlossen und hat zur Folge, dass die Hauptversammlung keine Dividende beschließt. Stattdessen erhalten die übrigen Aktionäre eine jährliche Ausgleichszahlung in Höhe von brutto 1,13 Euro.
Die Aktionärsstruktur der Gesellschaft zum 3. März 2021 stellt sich wie folgt dar:
| Anteil  | Anteilseigner                            |
| ------- | ---------------------------------------- |
| 73,66 % | Varex Imaging Deutschland AG             |
| 12,57 % | HANSAINVEST Hanseatische Investment-GmbH |
| 13,77 % | Free Float                               |